# صالة كاريوكا 3

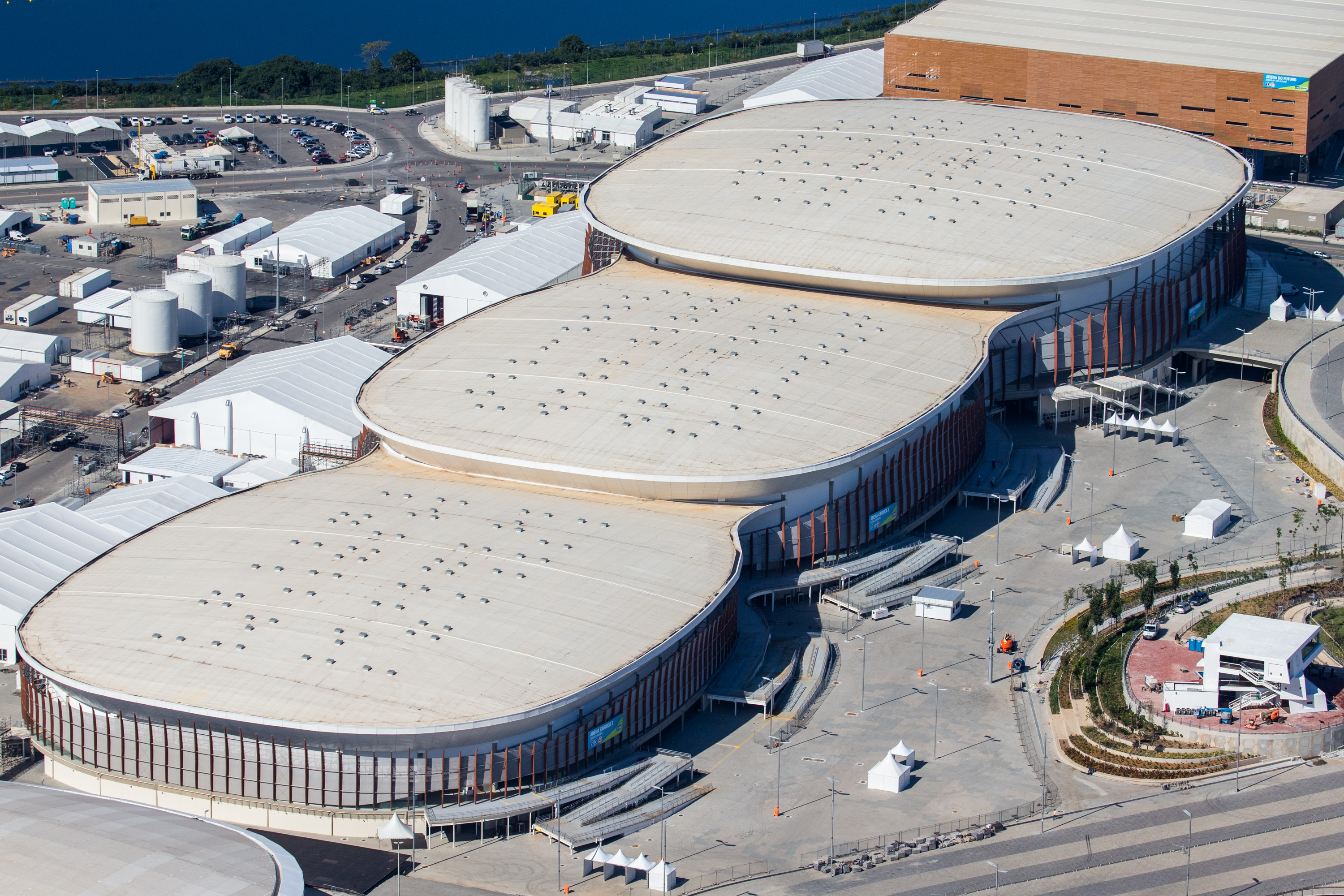
صالة كاريوكا 3.

صالة كاريوكا 3 (بالإنجليزية: Carioca Arena 3)‏ ملعب مسقوف في بارا دا تيجوكا في المنطقة الغربية من ريو دي جانيرو، البرازيل. صالة كاريوكا 3 استضافت منافسات التايكوندو والمبارزة ضمن دورة الألعاب الأولمبية الصيفية 2016 وكذلك استضافت منافسات الجودو ضمن الألعاب الأولمبية الصيفية للمعاقين لعام 2016. صالة كاريوكا 3 تحولت بعد المباريات إلى مدرسة ثانوية خاصة بالرياضة.